# BAC 1-11
British Aircraft Corporation One-Eleven (někdy také BAC-111 nebo BAC-1-11) byl britský dvoumotorový proudový dopravní letoun s ocasními plochami do T z 60. a 70. let určený pro krátké tratě. Šlo o druhé letadlo na krátké vzdálenosti, které vstoupilo do služby po francouzské Sud Aviation Caravelle. Jeho výroba probíhala na základě licence během 80. let i v Rumunsku jako Rombac One-Eleven.
Letoun One-Eleven vznikl ve společnosti Hunting Aircraft a dokončen byl společností British Aircraft Corporation, jejíž součástí se Hunting Aircraft v roce 1960 spolu s dalšími britskými výrobci letadel stala. One-Eleven byl určen k nahrazení turbovrtulových letounů Vickers Viscount na kratších tratích. Na trh BAC-1-11 vstoupil před soupeři jako Douglas DC-9-10, čímž měl na trhu dočasnou výhodu.
Letadlo se u domácích leteckých společností a různých mezinárodních provozovatelů osvědčilo. Více než polovina prodeje směřovala do USA. BAC-1-11 bylo jedním z nejúspěšnějších dopravních letadel britské konstrukce a sloužilo až do 90. let, kdy začalo být ve velkém vyřazováno, což bylo částečně způsobeno zavedením hlukových omezení v mnoha evropských zemích. Svůj poslední letoun ze služby vyřadila společnost Northrop Grumman a od května 2019 tak už žádný z letounů BAC-1-11 není v provozu.

## Vznik a vývoj

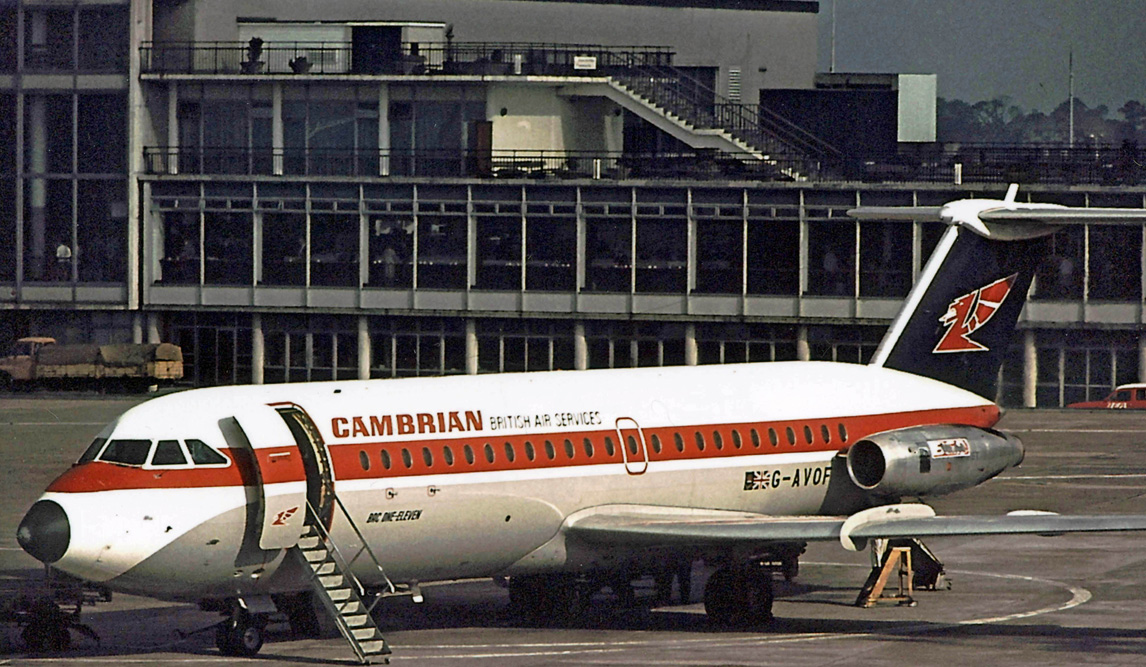
BAC One-Eleven Series 416 společnosti Cambrian Airways na letišti v Manchesteru v roce 1970

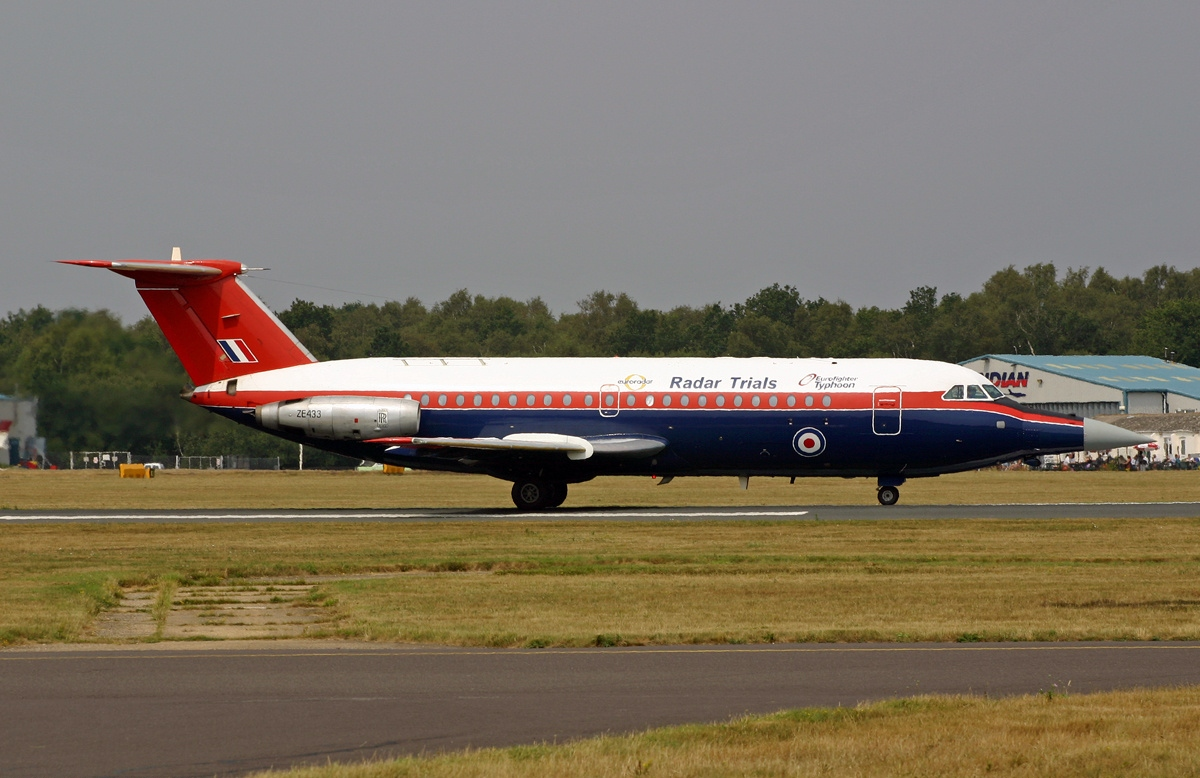
BAC 111-479FU (ZE433), RAF

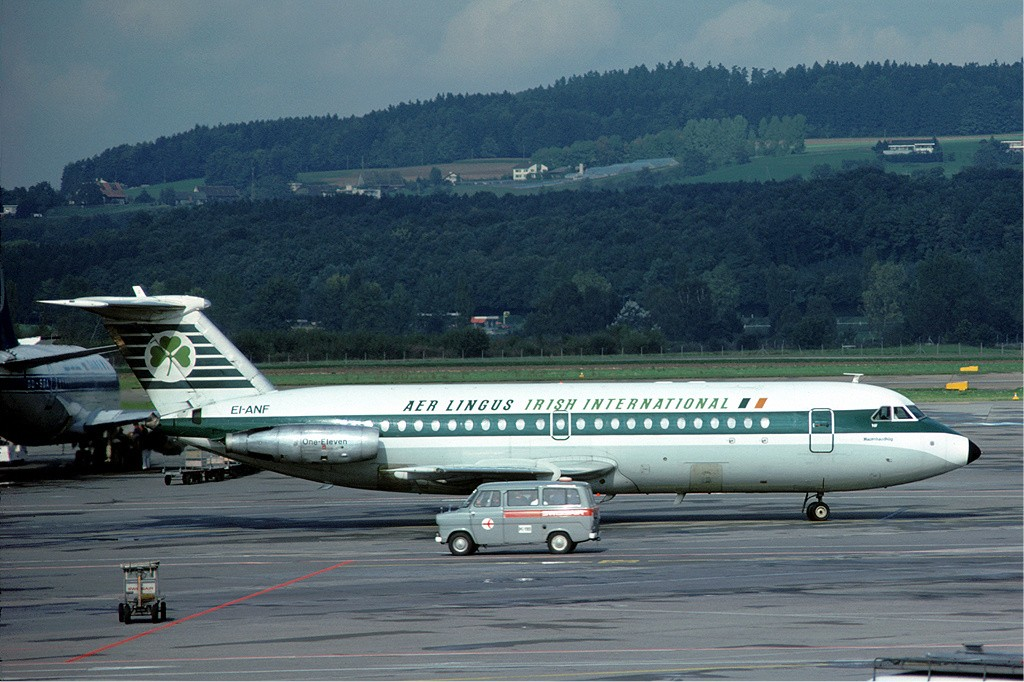
BAC 1-11 (EI-ANF, Aer Lingus) v Zurichu, 1975

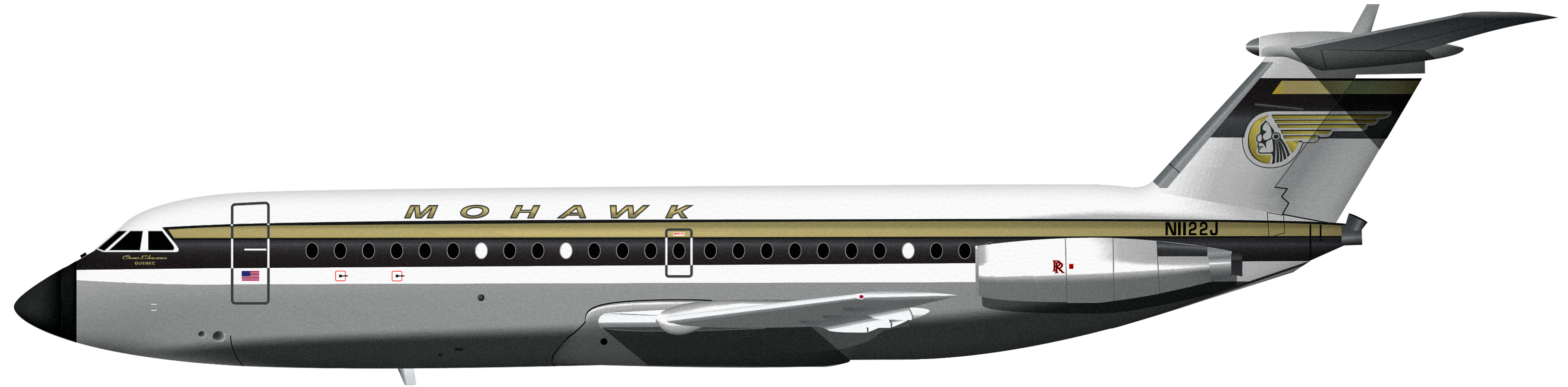
BAC-111 (N1122J) dopravce Mohawk

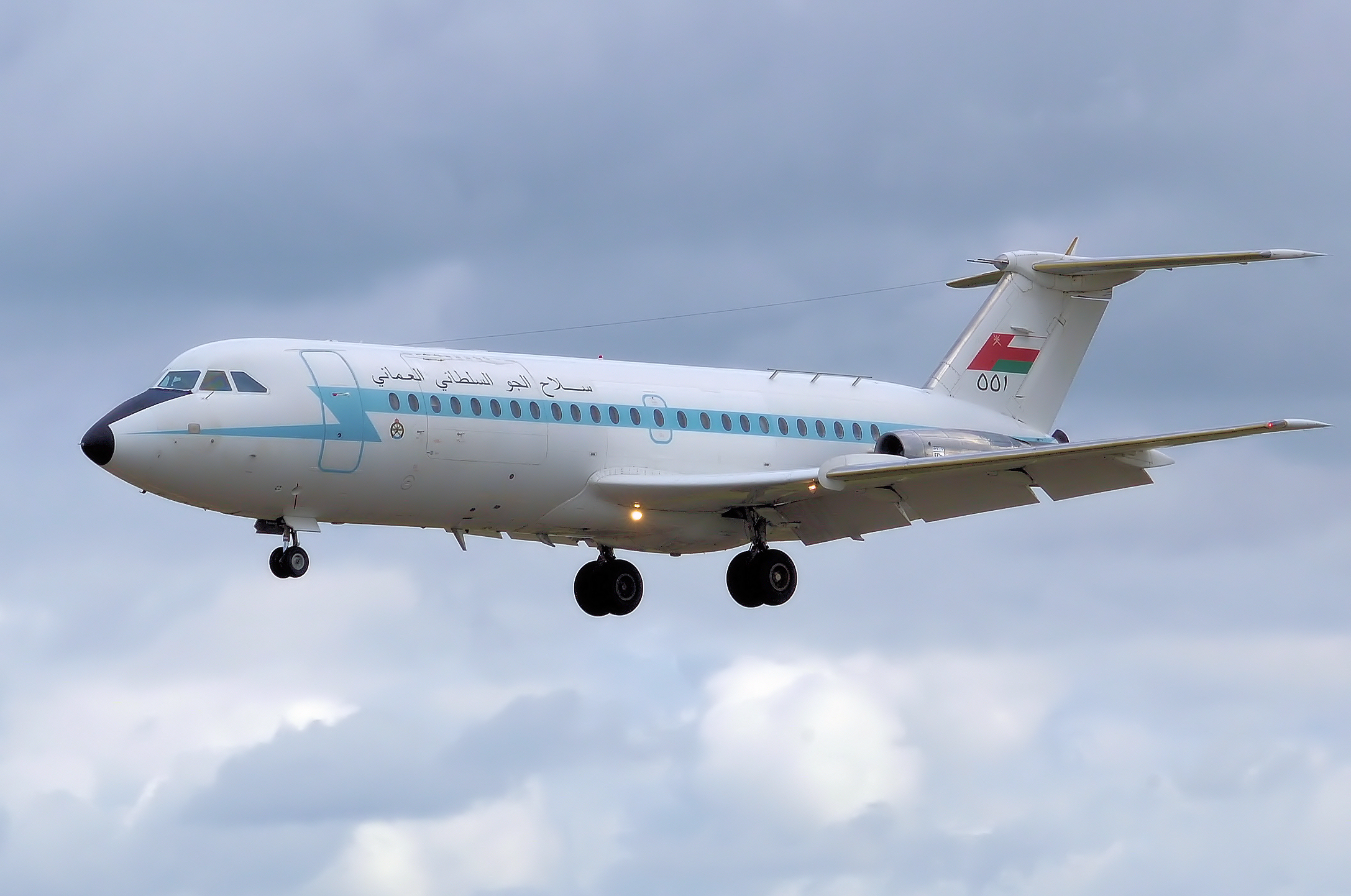
Jeden ze tří dodaných BAC-111-485GD Královskému letectvu Ománu

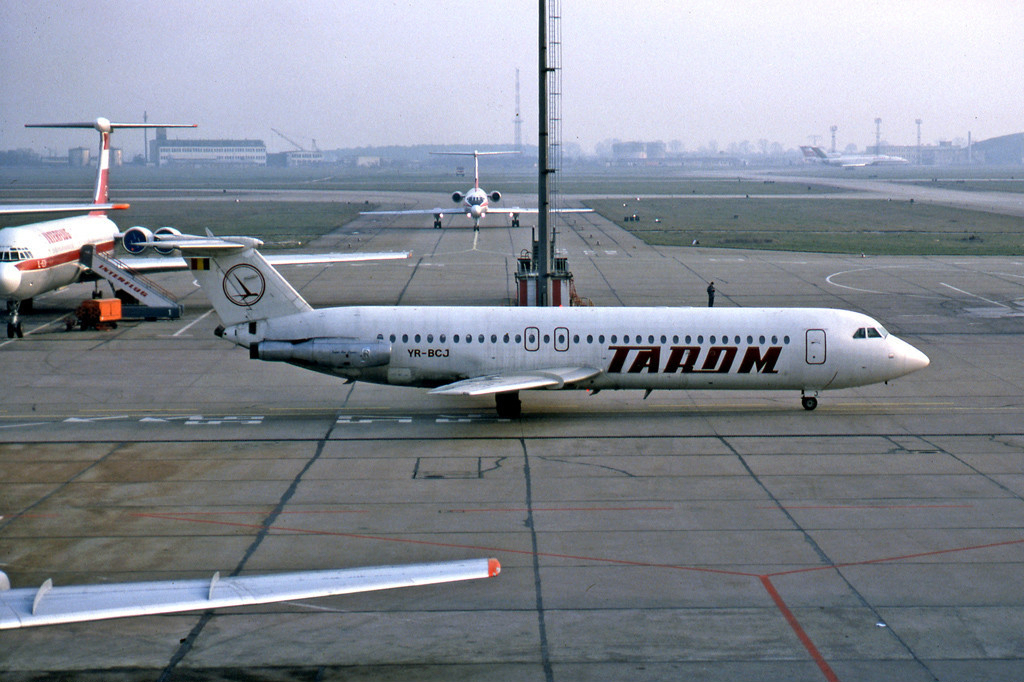
One-Eleven 525FT (YR-BCJ), společnost TAROM, 1990

Projekt letounu zahájila společnost Hunting Percival Aircraft Ltd. V květnu 1956 uveřejnila informace o svém projektu lehkého dopravního letounu H-107 pro 48 cestujících s doletem 1600 km. Při realizaci konstrukčních podkladů bylo pro firmu Hunting důležitou skutečností, že od ledna 1958 společně s firmami De Havilland Aircraft Company a Fairey Aviation spolupracovala ve sdružení Airco při realizaci třímotorového letounu Hawker Siddeley Trident. Hunting získal od společnosti De Havilland četné praktické poznatky, které uplatnil při práci na H-107.
Během reorganizace britského leteckého průmyslu koncem 50. let 20. století vstoupil Hunting v roce 1960 do koncernu British Aircraft Corporation. V této nové organizaci byl projektem H-107 pověřen další člen koncernu Vickers. Při zpracování podkladů nového BAC-107 Vickers vycházel ze zkušeností s konstrukcí turbovrtulových letounů Viscount, které měl nový letoun nahradit v provozu. Projektovaný letoun byl zvětšen pro 59 až 69 pasažérů a za pohonné jednotky byla vybrána dvojice dvouproudových Rolls-Royce Spey umístěných na zádi trupu.
Prototyp nového letounu označený BAC-111 (G-ASGH) poprvé vzlétl 20. srpna 1963, avšak již v říjnu havaroval a jeho sedmičlenná posádka zahynula. Letoun se dostal do silně přetažené polohy se sklonem osy trupu 35°, v níž byly vodorovné ocasní plochy v úplavu křídla a motorových gondol, přičemž kormidla přestala reagovat.
Upravené sériové provedení BAC-111-200 poháněly dva motory Rolls-Royce Spey 506-14 po 47,1 kN. Oproti prototypu byla rekonstruována náběžná hrana křídla, zvětšila se jeho hloubka u trupu a dodatečně byly namontovány aerodynamické plůtky. Současně byla do řízení zavedena automatika, zabraňující přetažení. Na každé polovině křídla byl umístěn detektor úhlu náběhu, který po překročení stanovené meze ve spolupráci s pneumatickým pracovním válcem automaticky sklonil knipl, aby se podélná osa letounu navrátila do normálu. Vstup do kabiny cestujících byl sklopnými dveřmi se schodištěm pod zádí trupu a dveřmi na levém boku přídě trupu, v nichž mohly být na přání zákazníka instalovány sklopné schůdky. Křídlo bylo vybaveno velkými Fowlerovými vztlakovými klapkami. Posádka byla obvykle dvoučlenná plus palubní průvodčí.
Na produkci „dvoustovky“ navázala verze BAC-111-300 se zvýšenou vzletovou hmotností a větším doletem, které se však prodalo jen 9 kusů (British Eagle, Channel Airways a Laker).
Amerikanizované obměně BAC-111-400, jejíž prototyp (G-ASYD) poprvé vzlétl 13. července 1965, se na trhu dařilo lépe. Do nové verze bylo zabudováno nucené vypouštění palivových nádrží za letu, nouzové kyslíkové dýchací přístroje pro cestující a černá skříňka. Třicet kusů odebrala společnost American Airlines, která s nimi začala létat od března 1966. Letouny poháněly motory Spey 510-14, nebo 511-14 se statickým tahem po 51 kN. Celkem bylo prodáno 69 strojů -400.
Výroba pokračovala sérií BAC-111-500 pro 119 cestujících, jejíž prototyp (G-ASYD) byl zalétán 30. června 1967. Trup byl prodloužen o 2,54 m před a 1,57 m za křídlem, jehož plocha byla zvětšena. Motory Spey 512 DW se statickým tahem 55,8 kN každý dokázaly zvládnout vzletovou hmotnost až 47 400 kg. První sériový stroj -500 (G-AVMH) absolvoval první let 7. února 1968.
BAC-111-475 byl určen pro provoz na vysoko položených letištích a v horkých klimatických zónách. Pohyb na nezpevněné VPD usnadňovaly pneumatiky se širší dosedací plochou. Jako prototyp opět posloužil 27. srpna 1970 letoun imatrikulace G-ASYD upravený na nový standard. Ten spočíval v instalaci křídla verze -500 v kombinaci s kratším trupem a motory Spey 512DW. Následujícího roku v dubnu vzlétl první sériový stroj, v červenci přišla první dodávka dvou kusů peruánské společnosti Fawcett.
V květnu 1977 uzavřela britská strana s rumunským podnikem IAR dohodu o licenční výrobě dvaaosmdesáti letounů BAC-111-475 a -500. První trup BAC-111-500 byl do RSR dodán letecky strojem Super Guppy na jaře 1980, který následoval druhý trup varianty -500 a jeden -457. Rumunská výroba licenčních letounů Rombac-111 byla ukončena v roce 1989.
V létě 1978 poprvé vzlétla specializovaná varianta BAC-111-670 (opět přepracovaný G-ASYD) s upraveným křídlem, které umožňovalo stroji vzlétat z dráhy dlouhé 1220 m.

## Služba

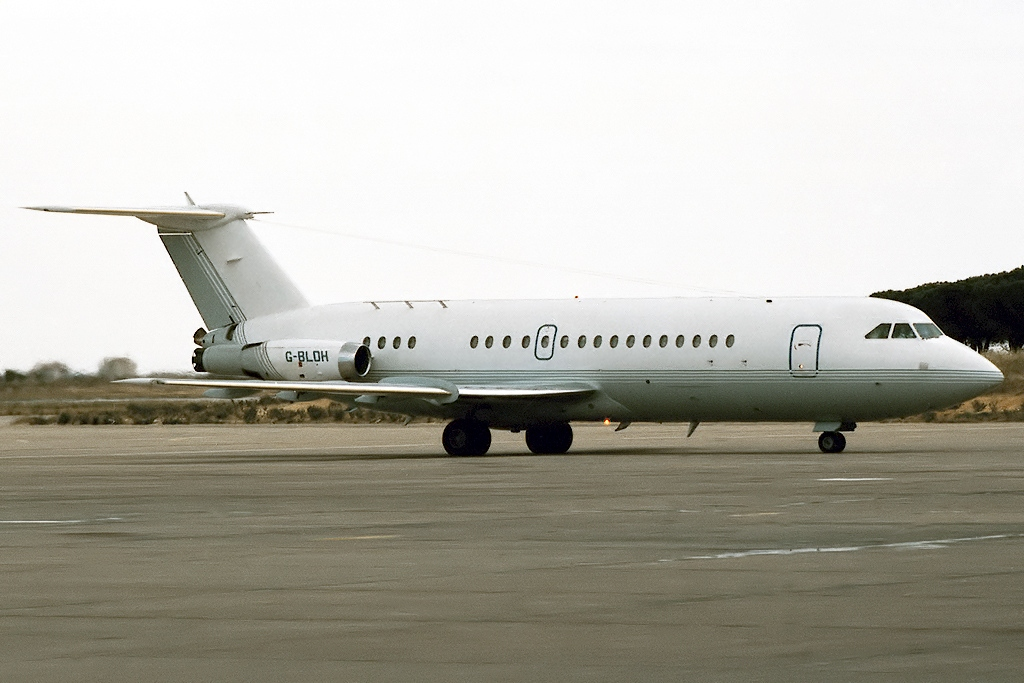
British Aircraft Corporation BAC-111-475EZ (G-BLDH), McAlpine Aviation

Prvních devět sériových letounů odebral britský svaz dopravních společností British United Airways, dále irský Aer Lingus, Central African Airways, Bavaria a Kuwait Airways. Velkým obchodním úspěchem byl prodej šesti, později pak dalších osmi letounů letecké společnosti Braniff v říjnu 1961. O rok později odebral přepravce Mohawk 4 stroje.
Braniff uvedl dodané BAC-111-200 na své linky v dubnu 1965 a Mohawk v březnu příštího roku. Jeho letouny dopravovaly cestující z menších měst v okolí do New Yorku. Celkem se prodalo 56 exemplářů verze 200.
Prvním zákazníkem BAC-111-500 se stala společnost British Airways, která první kus převzala v srpnu roku 1968. Následoval přepravce Caledonian (4 kusy), TAROM (5) a dva stroje putovaly k Cyprus Airways.

## Specifikace
| Model                                              | 200                            | 300/400                        | 475                                 | 500                                 |
| -------------------------------------------------- | ------------------------------ | ------------------------------ | ----------------------------------- | ----------------------------------- |
| Zdroje                                             | [ 2 ]                          | [ 2 ]                          | [ 3 ]                               | [ 3 ]                               |
| Posádka                                            | 2                              | 2                              | 2                                   | 2                                   |
| Kapacita                                           | 89                             | 89                             | 89                                  | 119                                 |
| Délka                                              | 93 ft 6 in (28,50 m)           | 93 ft 6 in (28,50 m)           | 93 ft 6 in (28,50 m)                | 107 ft 0 in (32,61 m)               |
| Rozpětí                                            | 88 ft 6 in (26,97 m)           | 88 ft 6 in (26,97 m)           | 93 ft 6 in (28,50 m)                | 93 ft 6 in (28,50 m)                |
| Nosná plocha                                       | 980 sq ft (91 m2)              | 980 sq ft (91 m2)              | 1 031 sq ft (95,8 m2)               | 1 031 sq ft (95,8 m2)               |
| Výška                                              | 24 ft 6 in (7,47 m)            | 24 ft 6 in (7,47 m)            | 24 ft 6 in (7,47 m)                 | 24 ft 6 in (7,47 m)                 |
| Šířka kabiny                                       | 10 ft 6 in (3,20 m)            | 10 ft 6 in (3,20 m)            | 10 ft 6 in (3,20 m)                 | 10 ft 6 in (3,20 m)                 |
| Délka kabiny                                       | 50 ft 0 in (15,24 m)           | 50 ft 0 in (15,24 m)           | 56 ft 10 in (17,32 m)               | 70 ft 4 in (21,44 m)                |
| Typická prázdná hmotnost                           | 46 312 lb (21 007 kg)          | 48 722 lb (22 100 kg)          | 51 731 lb (23 465 kg)               | 54 582 lb (24 758 kg)               |
| Maximální vzletová hmotnost                        | 78 500 lb (35 600 kg)          | 87 000 lb (39 000 kg)          | 98 500 lb (44 700 kg)               | 104 500 lb (47 400 kg)              |
| Maximální přistávací hmotnost                      | 69 000 lb (31 000 kg)          | 78 000 lb (35 000 kg)          | 87 000 lb (39 000 kg)               | 87 000 lb (39 000 kg)               |
| Maximální užitečné zatížení                        | 17 688 lb (8 023 kg)           | 22 278 lb (10 105 kg)          | 21 269 lb (9 647 kg)                | 26 418 lb (11 983 kg)               |
| Maximální cestovní rychlost ve 21 000 ft (6 400 m) | 548 mph (476 kn; 882 km/h)     | 548 mph (476 kn; 882 km/h)     | 541 mph (470 kn; 871 km/h)          | 541 mph (470 kn; 871 km/h)          |
| Pádová rychlost                                    | 124 mph (108 kn; 200 km/h)     | 131 mph (114 kn; 211 km/h)     | 114 mph (99 kn; 183 km/h) EAS       | 121 mph (105 kn; 195 km/h)          |
| Dostup                                             | 35 000 ft (11 000 m)           | 35 000 ft (11 000 m)           | 35 000 ft (11 000 m)                | 35 000 ft (11 000 m)                |
| Počáteční stoupavost                               | 2 750 ft/min (14,0 m/s)        | 2 450 ft/min (12,4 m/s)        | 2 480 ft/min (12,6 m/s)             | 2 280 ft/min (11,6 m/s)             |
| Délka vzletu při MTOW                              | 6 250 ft (1 900 m)             | 6 700 ft (2 000 m)             | 5 500 ft (1 700 m)                  | 6 500 ft (2 000 m)                  |
| Dolet (Typické už. zatížení, 2h reserva)           | 830 mi (720 nmi; 1 340 km)     | 1 270 mi (1 100 nmi; 2 040 km) | 1 865 mi (1 621 nmi; 3 001 km)      | 1 705 mi (1 482 nmi; 2 744 km)      |
| Motory (x 2)                                       | Rolls-Royce RB.163 Spey Mk 506 | Rolls-Royce RB.163 Spey Mk 511 | Rolls-Royce RB.163 Spey Mk 512-14DW | Rolls-Royce RB.163 Spey Mk 512-14DW |
| Max. tak (x 2)                                     | 10 410 lbf (46,3 kN)           | 11 400 lbf (51 kN)             | 12 550 lbf (55,8 kN)                | 12 550 lbf (55,8 kN)                |